# Ralph Klein
Pour les articles homonymes, voir Ralph Klein (basket-ball) et Klein.
Ralph Phillip Klein, né le 1er novembre 1942 à Calgary (Alberta) et mort dans la même ville le 29 mars 2013, est un journaliste et homme politique canadien. Il fut chef du Parti progressiste-conservateur de l'Alberta et premier ministre de l'Alberta de 1992 à 2006. Il s'est fait surnommer King Ralph (le roi Ralph) à cause de sa longévité politique ainsi que son style politique perçu comme étant un peu autocratique.

## Biographie

### Carrière politique

#### Maire de Calgary
Klein acquiert d'abord une notoriété publique à Calgary, en Alberta, en tant que journaliste à la radio et à la télévision. Il est reporter senior des affaires civiques à la télévision et à la radio CFCN. Klein fait ses premières expériences politiques lorsqu'il est élu maire de Calgary, le 15 octobre 1980. Pendant son mandat à la mairie, la ville connaît un boom économique, attirant beaucoup de main-d'œuvre non-qualifiée de partout au pays. Klein fait les manchettes lorsqu'il déclare que ce sont des bums venus de l'est qui mettent de la pression sur les services sociaux et la police de la ville. En 1988, pendant son mandat de maire, la ville de Calgary est l'hôte des Jeux olympiques d'hiver, qui connaissent un franc succès.

#### Entrée en politique provinciale
Klein fait le saut de la politique municipale à la politique provinciale, devenant député à l'Assemblée législative de l'Alberta pour la circonscription de Calgary-Elbow aux élections provinciales de 1989. Il est nommé ministre de l'Environnement au sein du gouvernement de Don Getty. Klein fait encore une fois les manchettes nationales lorsqu'il fait un doigt d'honneur à un militant environnementaliste qui manifeste contre la décision du gouvernement de permettre la construction d'un barrage sur la rivière Oldman. Klein se défend en disant que le militant avait été le premier à lui montrer le majeur.
Il est élu à la direction du Parti progressiste-conservateur de l'Alberta le 5 décembre 1992 et devient le 12e premier ministre de la province le 16 décembre 1992. Il mène son parti à la victoire aux élections de 1993, récoltant 45 des 83 sièges à la législature ainsi que 45 % du vote populaire. Il est réélu en 1997, cette fois avec 51 % des suffrages et remportant 63 des 83 sièges à l'Assemblée législative. Il obtient son plus grand succès électoral aux élections de 2001, avec 62 % du vote populaire et 74 des 83 sièges.

#### Premier ministre de l'Alberta
Bien que son gouvernement ait été généreux dans les subventions culturelles et n'a pas apporté de coupures aussi drastiques que d'autres provinces (notamment l'Ontario) dans les programmes de soins de santé, ses opposants l'accusent d'un manque de compassion dans ses politiques sociales et environnementales. Ses partisans répondent que Klein ne fait qu'établir des priorités appropriées pour les fonds limités du gouvernement.
Aux prises avec des problèmes de boisson, Klein, en état d'ébriété, abuse un jour verbalement de sans-abris à un abri dans la région d'Edmonton. Après l'incident, Klein tente de mettre fin à son alcoolisme, qui avait auparavant été considéré comme un petit vice amusant et inoffensif par la plupart des Albertains. Quoique intoxiqué pendant l'incident, ses propos sont en ligne avec une opinion exprimée auparavant, c'est-à-dire de donner aux gens défavorisés un billet d'autobus pour Vancouver afin qu'ils puissent exploiter l'assistance sociale plus généreuse de la Colombie-Britannique. Depuis l'élection du gouvernement libéral du premier ministre Gordon Campbell en Colombie-Britannique, qui prend une approche plutôt conservatrice, l'écart entre les deux provinces s'est toutefois quelque peu rétréci.
Klein s'oppose à l'Accord de Kyoto; l'Alberta est un producteur majeur de pétrole ainsi que de gaz naturel, nonobstant des efforts notables de diversification dans les domaines de la foresterie, l'informatique et l'élevage bovin.
En 2003, un cas de maladie de la vache folle est découvert en Alberta. Au début, le gouvernement de l'Alberta déclare que la vache a été enlevé de la chaîne de production alimentaire, un test ayant été fait six mois plus tard. Toutefois, l'histoire change lorsque la CBC rapporte le 21 mai 2003 que « malgré les assurances qu'une vache infectée par la maladie de la vache folle n'a pas été mangée par des êtres humains, des responsables ont déclaré mercredi qu'elle a peut-être servi à nourrir des porcs et des poulets – qui à leur tour se sont peut-être retrouvés dans des assiettes ». Trois autres bœufs canadiens ont depuis reçu des tests positifs au test : un qui a été vendu aux États-Unis, et deux autres en janvier 2005 qui ont été interceptés tandis qu'ils étaient encore au Canada. Étant donné que moins de 1 vache sur 1000 sont testées, le nombre de bœufs pouvant être infectées de la maladie reste inconnu.
« Tout éleveur qui se respecte l'aurait abattue et enterrée sans dire un mot (shot, shovelled and shut up), mais il ne l'a pas fait », déclare Klein dans un discours, faisant référence au fermier dans le nord de l'Alberta dont la bête avait la maladie. Les exportations de bœuf canadien avaient déjà été stoppées à la frontière américaine, et d'autres pays suivaient leur exemple. Des éleveurs albertains vendaient leur bœuf à des prix aussi bas que 1 $ la livre à Calgary. En juillet 2003, Klein offre de verser 10 milliards $ à n'importe quel citoyen japonais qui viendrait au Canada et devient malade à cause d'avoir mangé du bœuf infecté par la maladie de la vache folle. Le Japon a été une barrière importante à la réouverture de la frontière américaine parce qu'ils ont déclaré qu'ils envisageraient de fermer leurs frontières aux importations de bœuf américain s'il contient du bœuf canadien. Klein demande de l'aide au gouvernement fédéral, citant la réponse fédérale à la crise du SRAS à Toronto dans les mois précédents.

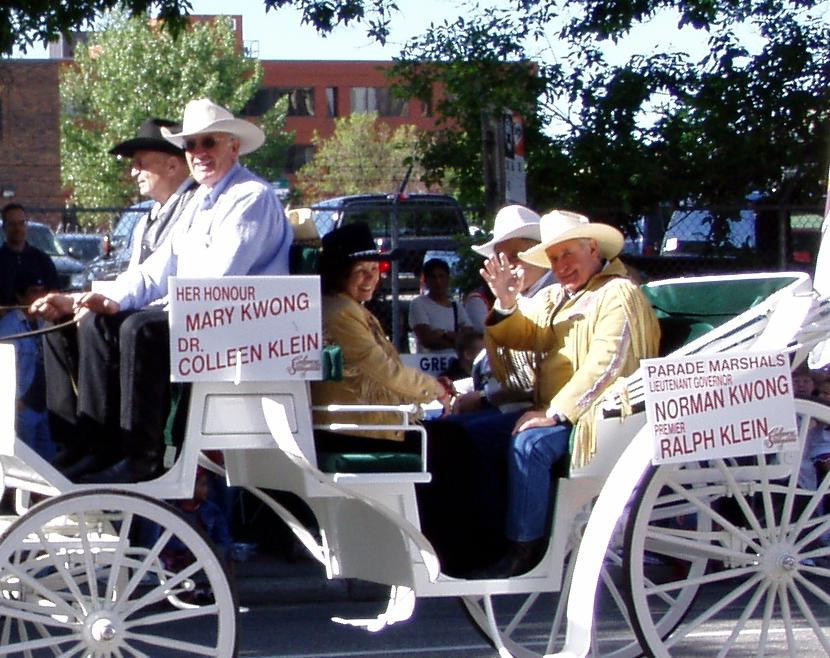
Ralph Klein au défilé du Calgary Stampede en 2005

En juin 2003, un jugement de la Cour supérieure de l'Ontario invalide les restrictions fédérales sur la reconnaissance légale des mariages entre personnes de même sexe. Ceci s'avère extrêmement impopulaire en Alberta ; Klein répète sa promesse d'utiliser la clause dérogatoire de la Charte canadienne des droits et libertés pour imposer un veto à toute obligation pour la province d'enregistrer les mariages homosexuels. Contrairement à plusieurs reportages médiatiques qui irritent grandement Klein, ceci était une position de la législature albertaine elle-même, votée cinq ans auparavant, et non une nouvelle déclaration de sa part. Toutefois, lorsque le gouvernement fédéral vote une loi modifiant la définition traditionnelle du mariage, le gouvernement albertain décide de ne pas utiliser la clause dérogatoire et choisit, à regret, de reconnaître ces unions.
Vers la fin de juin 2003, Klein et le vice-président américain Dick Cheney, qui entretiendraient des liens amicaux, se rencontrent pour discuter de l'interdiction imposé au bœuf canadien ainsi que du tracé d'un pipeline akaskan, dont Klein prône avec véhémence l'intégration dans le système extensif de pipelines de l'Alberta. Cette idée est populaire avec Cheney et d'autres partisans de l'indépendance énergétique nord-américaine relativement à l'industrie pétrolière.
Lors du Calgary Stampede en 2004, Klein annonce que la province a mis de côté des fonds suffisants pour rembourser sa dette publique en 2005. La dette était d'environ 23 milliards $ lorsque Klein est arrivé en poste, et son remboursement était l'un des principaux buts à long terme du mandat de Klein. Klein est réélu à un quatrième mandat le 22 novembre 2004 avec une majorité réduite, ne remportant que 47 % du vote et ne remportant que 62 des 83 circonscriptions électorales.
Klein a fait connaître ses intentions de démissionner après son mandat actuel, bien qu'il y ait eue une certaine spéculation médiatique à l'effet qu'il pourrait démissionner plus tôt afin de permettre à son éventuel successeur de s'imposer auprès des électeurs albertains avant la prochaine élection qui pourrait arriver aussi tard que 2009. Il a récemment annoncé son intention de demeurer en poste jusqu'en 2007.
En décembre 2004, Klein lance un appel pour un référendum national sur la question du mariage homosexuel. Ce plan est rapidement rejeté par le gouvernement de Paul Martin et le chef conservateur fédéral Stephen Harper. Suivant l'adoption par le gouvernement canadien du projet de loi C-38 légalisant le mariage gai en 2005, Klein annonce que son gouvernement résisterait à la distribution des licences de mariages aux couples de même sexe. Toutefois, il se rétracte plus tard, déclarant publiquement qu'il n'y avait aucun recours légal pour s'opposer à la loi fédérale (ni par recours à la clause dérogatoire ni par le pouvoir provincial sur le mariage civil). À l'heure d'écrire ses lignes, le mariage homosexuel demeure permis en Alberta.
En septembre 2005, Klein annonce que chaque résident albertain recevra une prime de prospérité (Prosperity Bonus) à cause de l'énorme excédent budgétaire résultant de l'industrie pétrolière.
En février 2006, le magazine Western Standard est attaqué pour avoir publié certains propos sur Colleen, l'épouse de Ralph, qui est métisse. Une chronique de Ric Dolphin, qui affirmait que Colleen Klein avait trop d'influence sur son mari, citait une source anonyme qui disait « Une fois qu'elle ne sera plus la femme du premier ministre, elle retournera à n'être qu'une autre indienne ».
Réagissant à des propos faits en mars 2006 par le premier ministre ontarien Dalton McGuinty s'opposant à tout système de santé à deux vitesses en Ontario que Klein avait proposé en Alberta pour permettre l'accès plus rapide aux chirurgies pour ceux en mesure de payer de leur poche, Klein déclare : « Je ne suis pas médecin, mais je crois que M. McGuinty a un bon cas de spéculation prématurée. »

#### Vote de confiance et retrait
Avant les élections de 2004, Klein avait déclaré son intention de ne rester un poste que pour un seul mandat supplémentaire. La pression s'exerce sur Klein pour qu'il fixe une date, et, suivant une requête dans ce sens par le directeur exécutif du parti Peter Elzinga, Klein annonce le 14 mars 2006 qu'il retirait sa démission le 31 octobre 2007. Il affirme subséquemment que sa démission prendrait effet au début de 2008 après qu'un successeur aura été choisi à un congrès à la direction du parti.
Klein annonce ses plans quelques jours avant que les délégués du parti devaient voter sur sa direction le 31 mars 2006. La retraite prolongée, combiné à son annonce que tout ministre du cabinet qui souhaitait briguer la direction du parti devait démissionner avant juin 2006, a généré un haut degré de controverse, dont des critiques du ministre Lyle Oberg qui a subséquemment été renvoyé du conseil des ministres et suspendu du caucus.
Lors du vote de confiance, Klein reçoit l'appui de seulement 55 % des délégués, une chute majeure comparée aux taux de 90 % qu'il avait reçus dans les années passées et très en deçà des 75 % que plusieurs observateurs jugeaient nécessaires pour que Klein continue. Les résultats ont été décrits comme un « coup dévastateur » au leadership de Klein.
Dans les semaines précédant le vote, Klein avait déclaré qu'il démissionnerait immédiatement s'il ne remportait pas le vote de confiance par une marge "substantielle". Dans les heures suivant le vote, Klein émet un communiqué remerciant les délégués de leur appui et affirmant qu'il prendrait quelques jours pour considérer son avenir.

« Étant donné les résultats de ce vote, j'ai l'intention de conférer avec les dirigeants du parti et mon cabinet afin de discuter de la prochaine étape, a-t-il dit. Je ferai ceci aussi rapidement que possible et j'annoncerai ma décision sur mon avenir dans un avenir rapproché. »

 (Given the results of this vote, I intend to meet with party officials and my staff to discuss my next step. I will do this as quickly as possible and announce a decision about my future shortly.)
Le 20 septembre 2006, Ralph Klein démissionne de son poste de chef du Parti Conservateur de l'Alberta, ouvrant ainsi la porte à la course à la chefferie. La course, longtemps dominé par les deux favoris Jim Dinning et Ted Morton, est remportée finalement le 3 décembre 2006 par Ed Stelmach lors du deuxième tour de scrutin. Klein transmet formellement le pouvoir à son successeur lors de l'assermentation de ce dernier le 14 décembre 2006.
Il est membre du Groupe Bilderberg.

## Citations
- Au sujet de la ville de Calgary, en 1990 :

« Une belle ville, avec trop de socialistes et de moustiques. Au moins, vous pouvez vaporiser les moustiques. »

- Peu de temps après avoir promis de cesser de boire, en décembre 2001 :

« Je vais essayer de rester sobre aussi longtemps que possible, mais si de temps en temps je prends un verre de vin, n'en faites pas une montagne. Je vais vous dire : on se sent bien quand on se lève sans gueule de bois »

- En parlant du fermier de l'Alberta ayant découvert, en 2003, un cas d'encélopathie spongiforme bovine sur son ranch :

« J'imagine que tout propriétaire de ranch qui se respecte l'aurait tuée, enterrée, et l'aurait bouclée. Mais il n'a pas fait ça. »

- Expliquant en 2005 comment attraper la maladie de la vache folle :

« Vous devriez manger 10 milliards de repas de cerveaux, de moelle épinière, de ganglions, de globes oculaires et d'amygdales. »

- S'excusant, le 1er mars 2006, d'avoir lancé en Chambre un livre détaillant les politiques du Parti Libéral en matière de santé, ratant de peu une jeune stagiaire :

« Je n'aurais pas dû lancer la plan des Libéraux pour la santé à notre stagiaire Jennifer. À Jennifer, je m'excuse sincèrement… et je m'excuse aussi d'avoir référé au document en le traitant de crap, monsieur le Président. »

- En campagne à Calgary le 27 octobre 2004, en parlant de deux femmes qui lui avaient posé des questions sur les paiements de AISH, que reçoivent en Alberta les personnes lourdement handicapées :

« Elles n'ont pas l'air sérieusement handicapées, je vous l'assure. Toutes les deux ont une cigarette aux lèvres et des chapeaux de cowboy. »

- Lors d'un bien-cuit en son honneur, le 7 novembre 2006, Ralph Klein donne son opinion sur Belinda Stronach, ancienne amie de cœur du ministre conservateur Peter MacKay :

« Je n'ai pas été surpris qu'elle soit devenue Libérale. Je ne crois pas qu'elle ait jamais eu un os de conservateur dans le corps. En fait… peut-être un.
(I don't think she ever did have a Conservative bone in her body. Well, maybe one) »

- Discours triomphant le 12 mars 2001, après les élections :

« Eh bien, mesdames et messieurs, bienvenue dans le monde de Ralph ! ("Well, ladies and gentlemen, welcome to Ralph's World.") »

## Retraite
À la retraite, il ressent des problèmes d'emphysème puis d'aphasie. En avril 2011, des examens médicaux poussés concluent que son aphasie est reliée à un stade précoce d'une forme de la maladie d'Alzheimer. Ces maladies obligent à son hospitalisation répétée, à la fin de l'été 2011.

## Honneur
- 1988 : Ordre olympique (médaille d'argent)